# Gillett (Wisconsin)
Gillett é uma cidade localizada no estado norte-americano de Wisconsin, no Condado de Oconto.

## Demografia
Segundo o censo norte-americano de 2000, a sua população era de 1256 habitantes.
Em 2006, foi estimada uma população de 1232, um decréscimo de 24 (-1.9%).

## Geografia
De acordo com o United States Census Bureau tem uma área de
3,5 km², dos quais 3,5 km² cobertos por terra e 0,0 km² cobertos por água. Gillett localiza-se a aproximadamente 244 m acima do nível do mar.

## Localidades na vizinhança
O diagrama seguinte representa as localidades num raio de 24 km ao redor de Gillett.